# Parazyxomma flavicans
Genre
Espèce
Statut de conservation UICN

 LC  : Préoccupation mineure
Parazyxomma flavicans, unique représentant du genre Parazyxomma, est une espèce de libellules de la famille des Libellulidae (sous-ordre des Anisoptères, ordre des Odonates).

## Répartition
Cette libellule se rencontre en Afrique du Sud, au Botswana, au Bénin, au Cameroun, en Côte d'Ivoire, au Gabon, en Gambie, au Ghana, en Guinée-Bissau, au Liberia, au Malawi, au Mali, en Namibie, au Nigeria, en Ouganda, au Rwanda, en République centrafricaine, en République du Congo, en République démocratique du Congo, en Sierra Leone, au Sénégal, en Zambie et au Zimbabwe.
Sa présence est incertaine au Burundi, en Guinée, au Kenya et au Togo.

## Description
Dans sa description de 1908, René Martin indique que le spécimen en sa possession (un mâle) présente un abdomen de 25 mm, un corps de 37 mm et une aile postérieur de 29 mm.

## Classification
L'espèce Parazyxomma flavicans a été décrite pour la première fois en 1908 par l'entomologiste français René Martin sous le protonyme Zyxomma flavicans,.
En 1961, l'entomologiste britannique Elliot Pinhey (d) (1910-1999) crée le genre Parazyxomma et l'y reclasse.
Parazyxomma flavicans a pour synonymes :
- Brachythemis liberiensis Fraser, 1949
- Zyxomma flavicans Martin, 1908

## Publications originales
- Genre Parazyxomma :
  - (en) E.C.G Pinhey, A Survey of the Dragonflies (Order Odonata) of Eastern Africa, Londres, British Museum, 1er janvier 1961, 214 p..
- Espèce Parazyxomma flavicans, sous le taxon Zyxomma flavicans :
  - René Martin, « Voyage de feu Leonardo Fea dans l'Afrique occidentale. Odonates », Annali del Museo Civico di Storia Naturale di Genova, Gênes, Tipografia del Regio Istituto Sordo-Muti (d), vol. 43,‎ 1908, p. 649-667 (ISSN 1122-6447, OCLC 10489012, lire en ligne).